# Goldie Vance
Goldie Vance — серия комиксов, которую в 2016—2017 годах издавала компания Boom! Studios. С апреля 2018 года она стала серией графических романов.

## Синопсис
Мэриголд «Голди» Вэнс 16 лет. Она живёт на курорте во Флориде вместе с отцом, который заправляет турбазой. Девушка мечтает стать детективом и помогает нынешнему в расследовании.

## Реакция

### Отзывы критиков
На сайте Comic Book Roundup серия имеет оценку 8,4 из 10 на основе 34 рецензий. Дженнифер Ченг из Comic Book Resources, обозревая дебют, написала, что он «имеет слабый темп и слабые твисты, но экспозиция избегает информационного мусора, а персонажи достаточно увлекательны». С. К. Стюарт из Newsarama дал первому выпуску 9 баллов из 10 и отметил, что создатели «прекрасно передают атмосферу знойного летнего курортного городка начала шестидесятых». Его коллега Дэвид Пепос поставил дебюту оценку 8 из 10 и похвалил дизайн персонажей.

### Награды
| Год  | Награда            | Категория              | Результат | Прим.                    |
| ---- | ------------------ | ---------------------- | --------- | ------------------------ |
| 2018 | GLAAD Media Awards | Outstanding Comic Book | Номинация | [ 7 ] [ 8 ] [ 9 ] [ 10 ] |

## Фильм
За производство фильма по комиксу отвечает студия Simpson Street. Сценаристом и режиссёром выступает Рашида Джонс, а продюсером — Керри Вашингтон.